# Eilema mysolica
Eilema mysolica là một loài bướm đêm thuộc phân họ Arctiinae, họ Erebidae.